# 古田会馆
古田会馆，位于中国福建省福州市台江区宫前路吴厝埕5号，为一个省级文物保护单位，类型为近现代重要史迹及代表性建筑，为第四批福建省文物保护单位，公布时间为1996年9月2日。
古田会馆的历史年代为民国。